# 阿纳托利·佳日洛夫
阿纳托利·斯捷潘诺维奇·佳日洛夫（羅馬化：Anatoly Stepanovich Tyazhlov；1942年10月11日—2008年7月28日）是俄罗斯政治人物，曾任苏联解体后第一任莫斯科州州长。
2008年7月28日去世。

## 荣誉
- 二级祖国功勋勋章（1997年10月9日）[3]